# Holzer Rennsport
Holzer Rennsport GmbH (znany również jako AM-Holzer Rennsport) – niemiecki zespół wyścigowy, założony w 1986 roku przez braci Günthera Holzera i Ronalda Holzera. W historii startów zespół pojawiał się w stawce Deutsche Tourenwagen Masters, Niemieckiej Formuły 3, Formuły 3 Euro Series, Europejskiej Formuły BMW oraz Pacyficznej Formuły BMW. Siedziba firmy znajduje się w Augsburgu.

## Starty

### Formuła 3 Euro Series
| Rok  | Bolid                   | Kierowcy      | Wygrane | PP | NO | Pkt | M.K. | M.Z. |
| ---- | ----------------------- | ------------- | ------- | -- | -- | --- | ---- | ---- |
| 2005 | Dallara F305-Opel       | Thomas Holzer | 0       | 0  | 0  | 0   | 22   | NS   |
| 2007 | Dallara F305-Opel       | Marco Holzer  | 0       | 0  | 0  | 0   | 19   | NS   |
| 2007 | Dallara F305-Volkswagen | Marco Holzer  | 0       | 0  | 0  | 0   | 19   | NS   |